# أشيل لاورو
أشيل لاورو ( مواليد 11 يوليو 1990) هو مغني إيطالي مثل سان مارينو في مسابقة الأغنية الأوروبية لعام 2022.

## روابط خارجية
- أشيل لاورو على موقع ميوزك برينز (الإنجليزية)
- أشيل لاورو على موقع أول ميوزيك (الإنجليزية)
- أشيل لاورو على موقع ديسكوغز (الإنجليزية)